# The Mandrake Project
The Mandrake Project è il settimo album in studio del cantante britannico Bruce Dickinson, pubblicato il 1º marzo 2024 dalla BMG Records.

## Descrizione
La scrittura delle canzoni dell'album è stata divisa tra Roy Z e Dickinson. Dopo quasi cinque anni di produzione, è il primo album solista di Dickinson in diciannove anni da Tyranny of Souls del 2005, segnando il divario più lungo tra due album in studio nella sua carriera da solista.
Il primo singolo che ha anticipato l'album è stato Afterglow of Ragnarok, pubblicato il 30 novembre 2023. Dickinson ha introdotto la musica dall'album per formare la narrazione che circonda il concetto dell'album.
Rain on the Graves è stato il secondo singolo estratto dall'album, pubblicato il 25 gennaio 2024. La canzone include un imponente riff di chitarra, alcune sezioni di tastiere e una performance vocale molto narrativa. La canzone è stata ispirata da una visita di Dickinson alla tomba del poeta William Wordsworth nel Lake District.

## Tracce
1. Afterglow of Ragnarok – 5:45 (Bruce Dickinson, Roy Z)
2. Many Doors to Hell – 4:48 (Dickinson,  Roy Z)
3. Rain on the Graves – 5:05 (Dickinson)
4. Resurrection Men – 6:24 (Dickinson, Roy Z)
5. Fingers in the Wounds – 3:39 (Dickinson, Roy Z)
6. Eternity Has Failed – 6:59 (Dickinson)
7. Mistress of Mercy – 5:08 (Dickinson)
8. Face in the Mirror – 4:08 (Dickinson)
9. Shadow of the Gods – 7:02 (Dickinson, Roy Z)
10. Sonata (Immortal Beloved) – 9:51 (Dickinson, Roy Z)

Durata totale: 58:49

## Formazione
Musicisti
- Bruce Dickinson – voce solista (tutti i brani), chitarra acustica (tracce 4, 8), bongo (traccia 4), tastiera aggiuntiva (tracce 6, 7), percussioni (traccia 6), chitarra solista (traccia 8)
- Roy Z – basso, chitarra
- Dave Moreno – batteria
- Mistheria – tastiere

Tecnico
- Roy Z – produzione, mixaggio
- Roger Ramirez – produzione (traccia 1)
- Nigel Hewitt-Green – coproduzione (tracce 2–4)
- George Marino – mastering (traccia 1)
- Brendan Duffey – mixaggio, ingegneria
- Roger Ramirez – missaggio (traccia 1), ingegneria (1)
- Addasi Addasi – ingegneria
- Alonso Herrera – ingegneria
- Christina Cummings – ingegneria
- Dave Moreno – ingegneria
- Idriss Nadi – ingegneria
- Michael Harris – ingegneria
- Frank Gibson – ingegneria (traccia 1)
- Denis Caribaux – ingegneria (traccia 7)
- Bruce Buchhalter – assistenza al missaggio (traccia 1)